# Дом-дерево в Камтине
Дом-дерево в Камтине — достопримечательность, расположенная в Сянганском (Гонконг) специальном административном районе КНР, район Юньлон (путунх. Юаньлян — 元朗), территория Камтин (путунх. Цзиньтянь — 錦田) в сельской местности Сёймэй (путунх. Шуйвэй — 水尾) на окраине. Оно примечательно тем, что здесь корни гигантского старого баньяна причудливым образом оплетают каменное строение. Дерево входит в список многочисленных «рекордов» Гонконга, кроме того, о дереве имелись свидетельство ещё в начальный период эпохи династии Цин (清) — в одном из рассказов исторической летописи, записанном в период Великого Опустошения (遷界令) (также известного под названием 遷海令 — Великого Переселения).

## Описание дерева
Вышеупомянутый старый баньян относится к виду Фикус мелколистный (Ficus microcarpa) и входит в «Реестр старых деревьев» — порядковый номер LCSD YL/6, диаметр ствола 6 метров (диаметры стволов деревьев, стоящих поблизости, — 1,3 метра), это является рекордом Гонконга; высота дерева — около 16,5 метра; крона дерева достигает 42 метров; этот баньян и ещё камфорный лавр из сельской местности Сэ Саань (путунх. Шэшань — 社山) района Таайпоу (путунх. Дапу — 大埔) являются знаменитыми деревьями, равноправно занимающими первые места гонконгских «рекордов»; нижнее значение границы для возраста дерева однозначно превосходит 100 лет. Но оценки реального возраста сильно разнятся между собой: по одним оценкам, ему 300 лет, по другим — 400 лет, однако технология обработки кирпичей, из которых выполнена постройка, оплетённая баньяном, насчитывает не более 200 лет, поэтому если основывать расчёты на обломках строения, то возраст дерева не может сильно отличаться от даты изготовления кирпичей; наиболее распространённая оценка возраста дерева как минимум превышает 150 лет.
Исходя из этого древнее дерево удовлетворяет следующим четырём характерным особенностям, сформулированным в 2004 г. и необходимым для занесения в «Реестр старых деревьев»:
- Возраст дерева превышает 100 лет;
- Дерево имеет культурное, историческое или важное мемориальное значение;
- Дерево выделяется из общей массы деревьев;
- Дерево имеет большие размеры.

## Описание каменной постройки
В объятой фикусом знаменитой так называемой «каменной» постройке в настоящее время никто не проживает — она разрушена до основания, остались всего лишь несколько кирпичных стен и один дверной проём. По одним словам, каменная постройка насчитывает как минимум 400 лет своей истории, построена она в конце эпохи династии Мин семейством Тан (путунх. Дэн — 鄧) из Камтина. Известный путешественник Чю Вай-Так (путунх. Чжу Вэй-Дэ — 朱維德) в своих сочинениях «Древности Гонконга» указал, что район расположения каменной постройки является деревенским захолустьем, где постройка в те годы первоначально являлась храмом богини Тхинь Хау (путунх. Тянь Хоу -天后) (есть другое название храма — кантон. Пак Мин, путунх. Бэй Мин — 北明), по другим сведениям, это была читальня. Эта каменная постройка состоит из двух строений и трёх комнат, в соответствии с планом выложена из голубого кирпича с использованием метода строительства тонких стен (то есть кирпичная кладка стены в два слоя, в частях комнат каждая перегородка выполнена в два слоя по одному кирпичу в примыкающем ряду). Ввиду жары и повышенной влажности на юге Китая подобный план строительства довольно удачен в части защиты от влажности, сохранения тепла зимой и прохлады летом, но, с другой стороны, это увеличило себестоимость строительства.

## Строительство памятника
В начальные годы правления династии Цин на севере Китая для содействия задачам обороны страны на побережье старший сановник династии Мин и пират Чжэн Чэнгун (鄭成功), успешно управлявший делами основанного им государства Дуннин на Тайване, исполняя волю императора Кан Си (康熙), в 1662 году обнародовал один приказ об отселении, который распространялось от провинции Шаньдун до провинции Гуандун: по нему население, проживающее на этом побережье, обязано было переселиться в глубь материка на 50 ли (30 километров); область отселения охватывала большую часть района Гонконга. Переселение окончательно привело к утрате людьми своих родных мест, поля заросли сорняком, а морские промыслы (рыболовство и солеварение) были прекращены. Одним словом, морская блокада привела в районе Гонконга к тяжёлым последствиям. Полоса Великого Переселения охватила в те годы и район Камтин, и хозяева этого каменного строения сразу покинули его; само здание после этого пришло в запустение, время же шло своим чередом.
Постепенно фикус сбоку от здания перестал расти в высоту, стволы начали его обвивать, оно преграждало путь воздушным корням, шаг за шагом обхватывающим всю постройку, а корни, проникая в щели между кирпичами, впоследствии своим давлением обрушили строение, и дерево окончательно поглотило его. Вместе с названием «Уважаемое Дерево» в курсе лекций Чим Чи-Юна (путунх. Дань Чжи-Юн, 詹志勇) — профессора географического факультета Гонконгского университета — указывается, что у мелколистных фикусов по мере развития воздушные корни способны проникать в почву на значительную глубину, давая рост новым стволам, что, разумеется, приводит опять к росту новых воздушных корней. Такой непосредственно нисходящий рост в очень существенной степени формирует облик дерева, характеризуемый как «И один в поле тоже воин» — 獨木可成林 (здесь намеренно приводится полное противопоставление чэнъюй-пословице 獨木不成林 — «Один в поле не воин»).

## Современное состояние памятника
По прошествии времени среди ветвей по-прежнему можно разглядеть обломки кирпичной стены, а когда-то отчётливо можно было увидеть китайскую плетёную дверную раму. Одна часть стороны стволов старого дерева удивительно ровная — вплоть до того, что имеет изгибы под прямым углом, придающие необычный облик, наподобие деревянной поперечной балки; вероятно, причиной этого является то, что ветви первоначально обвивали постройку словно щупальца осьминога, что и привело к таким эффектам, и впоследствии обхватили её кирпичи, поэтому сегодня в облике старых ветвей всё ещё можно едва уловимо заметить очертания контуров постройки, что очень необычно.
Кроме того, ствол и воздушные корни упоминаемого дерева, обвивающие каменное строение, облюбовали различные небольшие по размеру животные, такие как обезьяны, кролики, пресмыкающиеся.
В современную эпоху местный житель и по совместительству известный модельер Уильям Тан (кантонское имя Тан Таат-Чи, путунх. Дэн Да-Чжи — 鄧達智) описывал камтинское дерево как место игр своего детства: «В детстве я очень любил играть, лазая по дереву и постройке, но рано или поздно всё равно слезал, говоря про себя: Я — король». Также он говорил (об этом дереве): «Люди ушли, дом опустел, но дерево по-прежнему осталось как свидетельство исторических перемен», а также рассказывал, что у баньяна есть воздушные корни, он сравнительно влажный, имеет много V-образных разветвлений, по которым очень трудно лазать и которые притягивают пернатых для постройки гнёзд.
С древних времен дерево и постройка слились в памятник, поистине являясь памятником, уходящим в глубину тех лет: от вторжения маньчжуров и создания династии Цин до Великого Переселения, затронувшего окрестности Гонконга, — этой вехи целой исторической эпохи. Описания различных авторов об этом памятнике добавили ему особый статус, что позволило превратить его в загородную достопримечательность Гонконгского района.

## Угроза памятнику
Однако в последние годы памятник природы в местности Камтин стал притягивать к себе немало туристических экскурсий, но всё равно касательно дерева не было принято решения о придании ему статуса памятника старины. По дереву часто лазают люди, части кирпичей растаскиваются, дверные и оконные проёмы без надлежащей реставрации вывалились наружу. Всё это в равной мере — как для дерева, так и для строения, — одинаково чревато разрушением и гибелью.
С другой стороны, управление по делами здравоохранения и образования с учётом всего этого внесло дерево-памятник в «Реестр старых деревьев», но с 18 декабря 2006 по 15 января 2007 года с их ведома при реставрации прилегающего по соседству развлекательного парка у дерева была отрезана примерно половина корня; по этой причине находившийся в земле корень обнажился, частично перемешавшись с обломками бетона, с добавлением пачек от сигарет и бумажного мусора, бессовестно брошенных людьми в сторону обнажившегося корня.
Главная угроза дереву — это горожане, забетонировавшие этот участок, и поэтому бетон теперь повсюду рядом. Вскрывший этот инцидент дендролог Чим Чи-Юн (詹志勇) указывал на недостаточную высоту слоя почвы, покрывающую корень этого мелколистного фикуса и препятствующую росту вглубь, но рабочие в рамках выполнения проекта реставрации парка отрезали старому дереву часть корня, и сторона ствола фикуса оказалась закрыта большим количеством бетона, что мешало дереву расти. Первоначально разросшийся в земле корень дерева теперь вынужден расти в строго ограниченном пространстве, что создаёт дефицит питания, затрудняет поступление и запасание жизненно необходимых питательных веществ, и только крепкий ствол дерева не позволяет ему упасть. В случае, если корень дерева обнажается, оно ещё и может заразиться грибком, а это может привести к тому, что баньян засохнет.
Кроме того, ранее прохожие передвигались только по настеленным бетонным плитам, и корень старого дерева мог вполне расти под дорогой, однако в связи с бетонированием всё изменилось, фундамент сравнительно глубокой пешеходной дорожки может быть аналогичен бетонной стене, которая мешает росту корней.
Чим Чи-Юн также указал, что продолжительность жизни мелколистных фикусов может достигать 1000 лет, а в настоящий момент вышеупомянутое дерево находится лишь в зрелом возрасте, и пока его поврёжденный корень находится в здоровом состоянии, оно может прожить ещё как минимум 300—400 лет, засохнув с возрастом по естественным причинам, поэтому на сегодня отсутствует необходимость ликвидировать дерево.
Чим Чи-Юн критикует эти инциденты, вызванные элементарной нехваткой финансирования охраны природного памятника у департамента здравоохранения и культуры, который, с одной стороны, позволяет функционировать развлекательному парку чрезмерно близко к старому дереву, а с другой — безалаберно относиться к ведению эффективного контроля за подобными объектами, что может привести к непоправимой ошибке.

## Дом-дерево в культуре
Kowloon—Canton Railway (Коулун(путунх. Цзюлун)—Кантонская железная дорога) в 1996 году выпустила «Туристические записки о Восточной дороге (не путать с КВЖД)», в середине которой специально рассматривалась тема про дерево-памятник. Тогда рекомендовали добираться по Коулун-Кантонской восточной дороге (в настоящее время Гонконгская Восточная железнодорожная линия) до железнодорожной остановки Таай Поу Хёй (путунх. Да Пу Сюй — 大埔墟) с пересадкой на автобус до остановки Кам Тин Кок Ин (путунх. Цзянь Тянь Гэ Цзин — 錦田各景). Впоследствии появился скорый поезд на Коулун-Кантонской западной железной дороге (в настоящее время Гонконгская Западная железнодорожная линия) в 2003 году, ходивший в оба конца в Камтинский район, существенно сокращая время путешествия; затем до дерева нужно было всего лишь преодолеть пешком один отрезок пути по дороге от Камтина. В 2005 году Коулун-Кантонская дорога выпустила свободно распространяемый «Большой обзор памятников старины на Западной дороге», открывая для внешнего мира дерево-памятник, где предельно чётко, понятно и всесторонне описала памятник старины.
В 1992 году вышел фильм режиссёров Гонконгской киностудии Алекса Лау (кант. Ло Кай-Ёй — 羅啟銳) и Мейбл Чунг (кант. Чён Юнь-Тхин — 張婉婷) — «Now You See Love, Now You Don’t», в котором это дерево-памятник было показано на заднем плане, а в фильме метафорично показаны завязанные в клубок отношения между мужчиной и женщиной; впоследствии это и привлекло фанатов фильма к этому месту, и это теперь закономерно обусловило увеличение значимости постройки по сравнению с прежними временами.
В сентябре 2007 года благотворительные фонды Green Power и NWS Holdings специально в честь исторического и культурного наследия Камтинского дерева в Гонконге организовали проект «Люди, Деревья и Любовь Гонконга», в программе которого все выбирали голосованием группу «Деревья гонконгцев» из 12 баньянов, и, помимо камтинского дерева-памятника, в именном списке оказались следующие знаменитые деревья: дерево у стены вдоль Голливудской дороги, древо Обета из Лам Цуень (林村), фикус с улицы Миу (廟街), Большой баньян из Юэнь Лун (元朗).

## Прилегающие строения
Прилегающие к камтинскому дереву деревня Сёй Мэй (путунх. Шуй Вэй — 水尾), а также расположенная через дорогу деревня Сёй Тхау (путунх. Шуй Тоу — 水頭), — это родина гонконгского клана Тан (鄧), в связи с чем там взяты под охрану многочисленные памятники старины, и в то же время власти стараются сохранить целиком их природный облик. Если пройти недалеко на север от деревни Сёй Мэй, то можно найти один обширный водоём, который называется Пхин Ву (путунх. Пин Ху — 平湖, «Плоское Озеро»). Сбоку расположен дворец Тхинь Хау в Сёй Мэй, сельсовет, колодцы и сооружение главного алтаря в селе, южнее также расположены родовой храм предков клана Тан (思成堂 — кант. Сой Син Тхон, «Храм Воспоминаний»), Сад Вечной Молодости (кант. Чён Чхёнь Юнь — 長春園) с Храмом Земледельцев — Лау Кан Тхон (путунх. Лю Гэн Тан — 留耕堂).
В расположенной южнее Сёй Мэй деревне Сёй Тхау памятники старины довольно разнообразны, включая памятник старины государственного значения — Академию Двух Императоров (мифических Яо (堯) и Шунь (舜)), королевскую академию времен династии Чжоу (周) имени Двух Государей (Хуань-гун (桓公) и Вэнь-Гун (文公)), Сад Растекающегося Потока (кант. Соу Лау Юнь — 泝流園)и Храм Зерна (кант. Каа Тхон — 稼堂), Мост Почитания Матери (кант. Кин Моу Кхиу — 敬母橋), из которых только академия Двух Государей и камтинское дерево повидали исторический период Великого Переселения в начале эпохи династии Цин (清). С момента своего создания академия Двух Государей помнит и раннецинских придворных чиновников, и назначения Кантонских (Гуандун) императорских наместников, милость одного наместника обеих провинций Гуандуна и Гуанси, приказы которого выполнялись повсеместно и были глубоко понимаемы в народе, а потом очень сильно защитившие от невзгод благополучие граждан во времена Великого Переселения, из-за чего по доносу в императорский дворец от двух человек он был указом снят с занимаемой должности. Поэтому камтинское дерево повидало и Великое Переселение, и 100 славных дел Чау Лина (путнх. Чжоу Лина — 淍　零), зафиксированных в Академии Двух Государей по завершении Великого Переселения.